# Влада Хасана Бркића
Влада Хасана Бркића је била Извршно веће СР Босне и Херцеговине. Формирана је 1963. и трајала је до 14. јуна 1965. године. Ова Влада је наследила је Владу Османа Карабеговића.

## Састав Владе
| Функција         | Слика | Име и презиме | Странка        | Детаљи |
| ---------------- | ----- | ------------- | -------------- | ------ |
| Председник Владе |       | Хасан Бркић   | СК Југославије |        |
| Потпредседник    |       | Руди Колак    | СК Југославије |        |
| Министри         |       |               |                |        |
|                  |       | Љубо Којо     | СК Југославије |        |